# Moacir (1970–2024)
Moacir, właśc. Moacir Rodrigues dos Santos (ur. 21 marca 1970 w Belo Horizonte, zm. 20 lipca 2024 tamże) – piłkarz brazylijski, występujący podczas kariery na pozycji defensywnego pomocnika.

## Kariera klubowa
Karierę piłkarską Moacir rozpoczął w klubie Clube Atlético Mineiro w 1988. W lidze brazylijskiej zadebiutował 4 września 1988 w zremisowanym 0-0 meczu derbowym z Cruzeiro EC. Z Atlético Mineiro trzykrotnie zdobył mistrzostwo stanu Minas Gerais – Campeonato Mineiro w 1988, 1989, 1991 oraz zdobył Copa CONMEBOL 1992. W latach 1992–1993 i 1994 występował w Corinthians Paulista. W 1993 wyjechał do Hiszpanii do Atlético Madryt. W latach 1994–1996 występował w Sevilli FC.
Po powrocie do Brazylii w 1996 został zawodnikiem SC Internacional. W 1997 występował we CR Flamengo, z którym zdobył mistrzostwo stanu Rio de Janeiro – Campeonato Carioca w 1997. Kolejnym jego klubem była Portuguesa São Paulo. W Portuguesie 6 grudnia 1997 w zremisowanym 0-0 meczu z Flamengo Moacir po raz ostatni wystąpił w lidze. Ogółem w latach 1988–1997 wystąpił w lidze w 101 meczach i strzelił 8 bramek. W latach 1997–2001 występował w Japonii w Tokyo Verdy. Karierę piłkarską zakończył w 2003 w Uberabie.

## Kariera reprezentacyjna
W reprezentacji Brazylii Moacir zadebiutował 12 września 1990 w przegranym 0-3 towarzyskim meczu z reprezentacją Hiszpanii. Ostatni raz w reprezentacji wystąpił 11 września 1991 w przegranym 0-1 towarzyskim meczu z reprezentacją Walii. Ogółem w latach 1990–1991 w reprezentacji wystąpił 6 razy i strzelił 1 bramkę.